# Hartmann (slægt)
 For alternative betydninger, se Hartmann. (Se også artikler, som begynder med Hartmann)
Hartmannslægtens historie i Danmark begyndte med Johann Hartmann (1726-1793), der var komponist, violinist og koncertmester ved hofmusikken hos hertugen af Plön i Holsten. Han kom til Danmark i 1762 og siden har slægten haft væsentlig indflydelse på dansk kultur. 

## 2. generation
To af Johann Hartmanns sønner, Johan Ernst Hartmann (1770-1844) og August Wilhelm Hartmann (1775-1850) var begge musikere og komponerede. En tredje søn, Ludvig August Hartmann (1773-1831), var violinist og sanglærer.

## 3. generation
Dansk musiks næsten altoverskyggende skikkelse i 1800-tallet, komponisten J.P.E. Hartmann (1805-1900), var søn af August Wilhelm Hartmann. Søren Friedrich Bruun Hartmann (1815-1912) var søn af Johan Ernst Hartmann og var organist.

## 4. generation
J.P.E. Hartmanns kone Emma Zinn (1807-1851) komponerede under pseudonymet Frederik Palmer. Deres søn Emil Hartmann (1836-1898), blev dirigent og komponist. Datteren Sophie giftede sig med komponisten Niels W. Gade (1817-1890) og datteren Clara, som selv komponerede, med komponisten August Winding (1835-1899). En anden søn, Carl Christian Ernst Hartmann (1837-1901), var en anerkendt billedhugger og komponerede også lidt. 
Til denne generation hører endnu sønnen Frederik August Hartmann (1843-1908), jurist, gift med Alice de Dompierre de Jonquières (1848-1921).

## 5. generation
Emil Hartmanns datter, Bodil Hartmann gift Bodil Neergaard (1867-1959), var sopran. Hun holdt fra 1885 til 1959 musikalske sammenkomster på herregården Fuglsang mellem Nykøbing Falster og Nysted på Lolland. Her deltog bl.a. Edvard Grieg og Carl Nielsen. En anden datter, Agnete Lehmann (1868-1902), blev skuespillerinde på det Kongelige Teater og gift med sceneinstruktøren Julius Lehmann (1861-1931). Emil Hartmanns sønner var gartneriejeren Johannes Palmer Hartmann (1870-1948), Ingeniøren Rudolph Puggaard Hartmann (1871-1958), og maleren  Oluf Hartmann (1879-1910),  til hvis begravelse Carl Nielsen skrev Ved en ung kunstners båre. August og Clara Windings datter Ingeborg Winding, gift Lassen (1871-1908), blev malerinde, mens sønnen Paul Winding (1877-1966) blev violinist. 
Lægen Johan Peter Hartmann (1873-1942), juristen og violonisten Godfred Hartmann (1874-1956), og pianistinden Karen Hartmann (1882-1977), gift med jurist Viggo Bentzon (1861-1937), var børn af Frederik August Hartmann.

## 6. generation
Komponisten Niels Viggo Bentzon (1919-2000) var søn af Karen Hartmann. Ligeledes skal organisten og komponisten  Niels Rudolph Gade (1884-1937) nævnes i denne generation, som var sønnesøn af Niels og Sophie Gade, samt retsformand Fritz Michael Hartmann (1909-2000), søn af Rudolph Puggaard Hartmann, og arkitekterne  Palle Suenson (1904-1987), Mogens Lassen (1901-1987), og  Flemming Lassen (1902-1984), sønner af henholdsvis Benedikte Hartmann, gift med ingeniøren Edouard Suenson (1877-1958), og Ingeborg Winding, gift Lassen. Forfatteren og forlæggeren Fritz Godfred Hartmann (1913-2001) var søn af Johan Peter Hartmann og gift med Sys Hartmann (1932-2011). Johannes Palmer Hartmann var far til malerne  Alfred Palmer Hartmann (1928-1989) og Ellen Palmer Hartmann, gift Waelbroeck (1926-1999).

## 7. generation
Jazzpianisten Nikolaj Bentzon (født 1964), som er søn af Niels Viggo Bentzon, samt den belgiske komponist Jean-Pierre Waelbroeck (født 1954) udgør de seneste skud på stammen. 
Filminstruktøren Lars von Trier (født 1956) er søn af Inger Trier, født Høst, og bærer navnet Trier, men opdagede på et tidspunkt, at hans far Ulf Trier ikke var hans biologiske far. Hans far var i stedet jurist og retsformand Fritz Michael Hartmann.